# Räddningsstation Visingsö
Räddningsstation Visingsö är en av Sjöräddningssällskapets räddningsstationer.
Sjöräddningsstationen i Visingsö hamn på Visingsö har funnits sen 1980 och opererar med tjugotalet frivilliga i södra delen av Vättern från Jönköping till Hjo och Hästholmen. De allra flesta uppdragen består av sjöambulans mellan Visingsö och Gränna. Under 2013 utfördes 73 sjöambulanstransporter, 7 sjöräddningsuppdrag och 12 medlemsuppdrag. Rescue Amalia Wallenberg är anpassad för sjöambulans med bårstativ och försedd med sjukvårdsutrustning. Räddningsstation Visingsö samverkar också med Räddningsstation Vadstena-Motala och Räddningsstation Karlsborg.
Verksamheten stöds av Livbojssällskapet på Visingsö.

## Räddningsfarkoster
- Rescue Amalia Wallenberg, är en snabbgående räddningsfarkost av Victoriaklass, byggd 1997 på Malövarvet[1]
- Rescue Westfjord af Lyresund, en 8,4 meter lång öppen båt av Gunnel Larssonklass, tillverkad av R1 Marine i Bankeryd och MB Marin AB i Henån 2005, tidigare Räddningsstation Stenungsund
- 3-43 Rescuerunner Falck[1], tillverkad 2009
- Rescue S-14 Magnus Dalestrand, en 4,34 meter lång Ivanoff Hovercraft öppen svävare, tillverkad 2019
- Miljöräddningssläp Visingsö, tillverkat av Marine Alutech

## Tidigare räddningsfarkoster i urval
- Rescue Ellen Lundin, tidigare 1988–1998 på Räddningsstation Käringön, Eskortenklass. Hon var på till Visingsö 1998–2017, från 2005 som Rescue Cambio och överfördes till Räddningsstation Karlsborg 2017, där hon som Rescue Wanäs tjänstgjorde till 2019, då stationen lades ned.